# Саллі Філліпс
Саллі Елізабет Філліпс (*10 травня 1970) — англійська акторка, гумористка та телеведуча. Співавторка і одна зі сценаристів комедійного скетч-шоу «Smack the Pony». Також відома ролями у фільмах «Джем та Єрусалим» як Наташа «Таш» Вайн, «Я Алан Партрідж» як Софі, «Батьки» як Дженні Поуп, «Підпали Темзу» (2015) як Колетт, «Захоплена» як Слешер Морган, і її гостьові виступи як вигадана прем'єр-міністерка Фінляндії Мінна Хаккінен в американському телесеріалі «Veep». Філліпс також знялась у фільмі «Гордість і упередження і зомбі» в ролі місіс Беннет і в ролі Шаззи у всіх трьох фільмах франшизи Бріджит Джонс.
З 2004 по 2019 рік Філліпс виконувала головну роль у комедійному шоу BBC Radio 4 «Clare in the Community». У 2018 році вона стала кураторкою 12-го сезону програми «The Museum of Curiosity» на BBC Radio 4. У 2022 році вона зіграла наглядачку в'язниці в серіалі «Пенніворт».

## Ранні роки
Філліпс народилась в Гонконзі, який тоді перебував під британським управлінням. Її батько Тім, який згодом став головою Всеанглійського клубу лаун-тенісу та крокету, був виконавчим директором British Airways. Наслідуючи роботу свого батька, вона виросла на Далекому Сході, Близькому Сході, в Італії та Австралії. У 13 років її відправили навчатися до школи «Wycombe Abbey School», де вона здобула освіту рівня O-Levels і A-Levels.
Філліпс вивчала італійську мову та лінгвістику в Новому коледжі Оксфорда. Під час навчання вона приєдналася до театральної групи «Oxford Revue», де переважно грала чоловічі ролі разом із однокурсниками, зокрема Стюартом Лі та «Richard Herring» (які згодом мали власне телешоу «Кулак веселощів», у якому Філліпс з'являлася як «дівчина, яка пахне спамом»). Потім вона стала співавторкою сценарію та виконала виставу для однієї жінки «Бенадетта, життя черниці-лесбійки в Італії епохи Відродження», засновану на реальних подіях. У 1990 році вона також виступила в постановці Oxford Revue під назвою «THRASH» разом із Едом Смітом.
Філліпс здобула вищу освіту з відзнакою, подала заявку на написання докторської дисертації про спагетті-вестерн, але згодом вирішила вивчати драматичне мистецтво в «Théâtre de Complicité».

## Кар'єра
Філліпс виступала на дев'яти поспіль фестивалях «Edinburgh Fringe Festival», беручи участь у таких шоу, як «Ра-Ра-Распутін», версія «Гамлета» Артура Сміта (у ролі Офелії) і «Клуб Заратустра» з Саймоном Маннері, Стюартом Лі, Річардом Томасом, Джуліаном Барраттом і Лорі Ліксенбург. Її перша роль на телебаченні була у фільмі «Кулак веселощів» Лі та Геррінга в 1994 році, а незабаром після цього — епізодична роль у фільмі «Алас Сміт і Джонс» із Мелом Смітом. У 1995 році Філліпс зіграла журналістку в нетрансльованому пілотному пародійному серіалі Кріса Морріса «Медне око». У шоу «Шість пар штанів» шість акторів створили низку регулярних скетчів, які розвивалися в ході серіалу. Крім Філліпс, у шоу брали участь Джессіка Гайнс, Саймон Пегг, Ніл Малларкі, Кеті Кармайкл і Саймон Шатцбергер, і частково написане Філліпс. Серед постійних скетчів були персонажі з Нової Зеландії, які переїхали до Великобританії та працювали в різних барах, усю групу як «Сусіди» та різноманітні пародії на трейлер до фільму жахів. Філліпс також виконала роль адміністраторки готелю «Travel Tavern» у серіалі «Я — Алан Партрідж» (1997 р.) та роль Лаури у шоу «Holding the Baby (British TV series)». Вона також зіграла радіо-діджейку Джемму Вайт у телесеріалі «In the Red».
У 1997 році Філліпс знялась в ситкомі Едді Іззарда «Cows (TV series)». Вона виконала головну роль у короткотривалому британському комедійному серіалі 1999 року «Хіпі» разом із Саймоном Пеггом і Джуліаном Райнд-Таттом. У 1999 році Філліпс була номінована на премію British Comedy Awards як найкраща жінка-дебютантка завдяки тому, що вона разом із Фіоною Аллен і Дуном Макічаном створила, написала та виступила у шоу «Smack the Pony».
У 2001 році вона виконала головну роль у серіалі Девіда Ніколлса «Врятуй мене» для BBC1. Вона також зіграла епізодичні ролі у фільмах «Mean Machine», «Іменинниця» та «Народжений романтиком». Окрім цього, Філліпс написала кілька епізодів для анімаційного серіалу «Боб і Маргарет».
У 2003 році Філліпс була включена до списку 50 найсмішніших виконавців британської комедії за версією The Observer. Вона з'явилася в «Щоденнику Бріджит Джонс» як Шазза, попередньо прослуховуючись на роль Бріджит. Персонажка Шаззи була заснована на образі режисерки фільму Шерон Магуайр.
У 2004 році вона виконала головну роль у ситкомі радіо BBC «Clare in the Community», який завершився у 2019 році після 74 епізодів. У серпні 2005 року вона повернулася на сцену після тривалої перерви у виставі Оскара Уайльда «Як важливо бути серйозним» в Оксфордському театрі «Oxford Playhouse». У 2006 році вона з'явилася в австралійському комедійному фільмі BoyTown. На телебаченні того ж року Філліпс з'явилася як Клер Вінчестер у науково-фантастичній комедії BBC2 «Hyperdrive (British TV series)».
У другій серії «Зеленого крила» Філліпс зіграла роль Голлі, чия поява загрожує розквіту стосунків між Маком (Джуліан Райнд-Татт) і Керолайн (Темзін Ґреґ). Між 2006 і 2009 роками вона неодноразово виконувала роль у комедії Бі-Бі-Сі «Джем і Єрусалим» у ролі Наташі «Таш» Вайн, легковажної нью-ейджерки.
У 2009 році Філліпс зіграла роль Тіллі у серіалі «Міранда» як аристократична подруга персонажки Міранди Гарт із вищого класу. Серіал отримав схвальні відгуки критики, і Філліпс залишилася його частиною протягом усього показу з 2009 до 2015 року.
Також зіграла гостьову роль у третьому сезоні серіалу «Скінс» на каналі E4, зігравши матір Пандори.
Перший сценарій Філліпс для повнометражного фільму «Пастка для нареченої» почав зніматися навесні 2010 року. Філліпс з'явилася у фільмі в ролі другого плану, зігравши голлівудську асистентку Емму. Фільм був випущений у лютому 2012 року, спочатку прем'єру було проведено на кабельному телебаченні та у вигляді цифрового завантаження, а потім обмежено випущено в кінотеатри.
У грудні 2010 року Філліпс з'явилася в драмі BBC1 «Accidental Farmer».
У 2012 році вона виконала головну роль у комедійному серіалі Sky 1 «Parents (TV series)» і також з'явилася в телевізійному шоу CBeebies «Justin's House». Того ж року вона також виступила разом із Джастіном Флетчером у ролі містера Тамбла в програмі «Something Special (TV series)».
У 2014 році Філліпс взяла учать у двох епізодах третьої сезону математично-комедійного шоу Дейва «Dara Ó Briain: School of Hard Sums», де їй доводилося виконувати різноманітні фізичні завдання, пов'язані з математикою. В Америці Філліпс п'ять разів з'являлася у комедійній серії HBO «Veep» у ролі Мінни Хаккінен, вигаданого прем'єр-міністра Фінляндії.
У 2014 році вона була ведучою першого сезону шоу «The Supervet» на каналі Channel 4.
У 2015 році Філліпс з'явилася в кількох телевізійних шоу, зокрема в «House of Fools» та «Death in Paradise». Вона також знялася в комедії «Burn Burn Burn» як Інгрід, головну героїню, а також у телевізійному фільмі «Distinguished Ladies», в якому вона грає головну роль Б'янки.
Філліпс з'явилася у фільмі «Гордість і упередження і зомбі» (2016 р.) у ролі місіс Беннет і в ролі Шаззи в «Дитині Бріджит Джонс».
У 2016 році вона представила одноразовий документальний фільм BBC «A World Without Down's Syndrome?», який вивчав потенційний вплив неінвазивного пренатального тестування (NIPT).
У 2017 році Філліпс брала участь у п'ятому сезоні шоу «Taskmaster» разом з Бобом Мортімером, Ешлінг Бі, Нішем Кумаром та Марком Вотсоном, посівши друге місце після остаточного переможця Мортімера. Того ж року вона з'явилася в «All Star Musicals» та «Tim Vine Travels in Time».
У 2018 році Філліпс виконала роль нової нічної менеджерки Лу в серіалі «Trollied».
У 2020 році вона зіграла Гіббі в ситкомі Channel 4 «Friday Night Dinner».
Вона стала переможницею серед чотирьох учасників у спеціальному різдвяному випуску шоу «The Great British Sewing Bee», який транслювався в новорічну ніч 2020 року на BBC One. Її суперниками в програмі були Сабріна Грант, Леслі Джозеф nf The Vivienne.
У 2022 році вона виконала роль власниці бізнесу Джини в австралійській комедійній стрічці «How to Please a Woman».
У 2023 році вона зіграла Тессу в романтичній комедії Netflix «Love at First Sight (2023 film)».
У січні 2024 року була запрошеною співведучою у вікторині BBC One «Pointless». Вона також зіграла Інґрід в австралійсько-британському комедійному серіалі «Austin (TV series)», прем'єра якого відбулася в червні 2024 року.

## Особисте життя
У 2002 році Філліпс потрапила до лікарні через сальмонельоз під час благодійної поїздки до Мексики. Вона розповіла, що хвороба спричинила інфекцію мозку, через яку її тіло стало «мікропивоварнею», викликаючи неврологічні симптоми. Її одужання тривало кілька місяців.
Філіпс є християнинкою. Вона була одружена з Ендрю Бермехо протягом 14 років, у них троє синів, один з яких має синдром Дауна. У 2017 році пара розлучилася.
Філліпс є патронесою «Blue Apple Theatre» (Гемпшир, Великобританія), який спеціалізується на створенні вистав для дорослих з інтелектуальними вадами.

## Фільмографія
| +Key | Not yet released | Denotes works that have not yet been released |

### Фільми
| Рік  | Назва українською                | Оригінальна назва                       | Роль                         | Примітки         |
| ---- | -------------------------------- | --------------------------------------- | ---------------------------- | ---------------- |
| 2000 | Народжений романтиком            | Born Romantic                           | Сьюзі                        |                  |
| 2001 |                                  | The Invitation                          | Сара                         | Короткометражний |
| 2001 | Щоденник Бріджит Джонс           | Bridget Jones's Diary                   | Шерон «Шаззер»               |                  |
| 2001 |                                  | The Junkies                             | Сел                          | Короткометражний |
| 2001 | Іменинниця                       | Birthday Girl                           | Карен                        |                  |
| 2001 |                                  | Mean Machine                            | Трейсі                       |                  |
| 2002 |                                  | Blowing It                              | Патриція                     | Короткометражний |
| 2004 |                                  | Tooth                                   | мати                         |                  |
| 2004 |                                  | Gladiatress                             | Worthaboutapig               |                  |
| 2004 | Бріджит Джонс: Межі розумного    | Bridget Jones: The Edge of Reason       | Шерон «Шаззер»               |                  |
| 2004 |                                  | Churchill: The Hollywood Years          | офіціантка                   |                  |
| 2004 |                                  | Show Ponies                             | Гайді та Амелія              | Короткометражний |
| 2006 |                                  | BoyTown                                 | Голлі                        |                  |
| 2010 |                                  | Huge                                    | сама себе                    |                  |
| 2011 | Пастка для нареченої             | The Decoy Bride                         | Емм                          | Also writer      |
| 2012 |                                  | The Actress                             | друга претендентка           | Короткометражний |
| 2012 |                                  | Animal Charm                            | Одрі Губер                   | Короткометражний |
| 2014 |                                  | Rain                                    | Квіннан                      | Короткометражний |
| 2014 |                                  | The Case of the High Foot               | Гільда Штольф                | Короткометражний |
| 2015 |                                  | Set the Thames on Fire                  | Колетт                       |                  |
| 2015 |                                  | Seahorse                                | Марта                        | Короткометражний |
| 2015 | Палає, палає, палає              | Burn Burn Burn                          | Інґрід                       |                  |
| 2015 |                                  | Egg                                     | Айві                         | Короткометражний |
| 2016 | Гордість і упередження і зомбі   | Pride and Prejudice and Zombies         | місіс Беннет                 |                  |
| 2016 | Дитина Бріджит Джонс             | Bridget Jones's Baby                    | Шерон «Шаззер»               |                  |
| 2016 |                                  | Pregnant Pause                          | медсестра                    | Короткометражний |
| 2017 |                                  | The Rizen                               | жінка в костюмі              |                  |
| 2017 |                                  | Blood Shed                              | Гелен                        | Короткометражний |
| 2017 | Фердинанд                        | Ferdinand                               | Ґрета                        | голос            |
| 2017 | Ти, я і він                      | You, Me and Him                         | Емі                          |                  |
| 2018 |                                  | The More You Ignore Me                  | Марі Генті                   | [ 18 ]           |
| 2018 |                                  | Little Star                             | Крихітка                     | Короткометражний |
| 2018 |                                  | The Fight                               | Бет Гантер                   |                  |
| 2018 |                                  | Surviving Christmas with the Relatives  | Міріам                       |                  |
| 2019 |                                  | The Rizen: Possession                   | жінка в костюмі              | [ 19 ]           |
| 2019 |                                  | Blinded by the Light                    | місіс Андерсон               |                  |
| 2021 |                                  | Off the Rails                           | Ліз                          |                  |
| 2021 |                                  | Tiny Dancer                             | мати                         | Короткометражний |
| 2022 |                                  | How to Please a Woman                   | Джина                        |                  |
| 2022 |                                  | The Fence                               | Шерон Найт                   |                  |
| 2023 |                                  | My Happy Ending                         | Майкі                        |                  |
| 2023 |                                  | Coffee Wars                             | Ліза                         |                  |
| 2023 |                                  | Love at First Sight                     | Тесса Джонс                  |                  |
| 2024 |                                  | Modì, Three Days on the Wing of Madness | Клементина, дружина генерала |                  |
| 2025 | Бріджит Джонс: Закохана у хлопця | Bridget Jones: Mad About the Boy        | Шерон «Шаззер»               |                  |

### Телебачення
| Рік             | Назва українською    | Оригінальна назва                       | Роль                                                      | Notes                                                                    |
| --------------- | -------------------- | --------------------------------------- | --------------------------------------------------------- | ------------------------------------------------------------------------ |
| 1995            |                      | Smith & Jones                           | різні персонажі                                           | Сезон 8; епізоди 1 & 3: «Bad Microphones» and «Missing Link»             |
| 1995            |                      | Six Pairs of Pants                      | різні персонажі                                           | епізоди 1–3. також сценаристка                                           |
| 1995–1996       |                      | Fist of Fun                             | різні персонажі                                           | Сезони 1 & 2; 7 епізодів                                                 |
| 1996            |                      | It Happened Next Year                   | різні персонажі                                           | Телевізійний фільм                                                       |
| 1997            |                      | I'm Alan Partridge                      | Софі                                                      | Сезон 1; епізоди 1–6                                                     |
| 1997            |                      | Holding the Baby                        | Лора                                                      | Сезон 1; епізоди 2 & 7                                                   |
| 1997            |                      | Cows                                    | Пінкі                                                     | Телевізійний фільм                                                       |
| 1998            |                      | Comedy Nation                           | різні персонажі                                           |                                                                          |
| 1998            |                      | In the Red                              | Джемма Вайт                                               | міні-серіал; епізоди 1–3                                                 |
| 1998            |                      | You Are Here                            | Лора                                                      | Телевізійний фільм                                                       |
| 1999            |                      | Kiss Me Kate                            | Наталі                                                    | Сезон 2; епізод 6: «On the Couch»                                        |
| 1999            |                      | Hippies                                 | Джилл Спринт                                              | епізоди 1–6                                                              |
| 1999–2003, 2017 |                      | Smack the Pony                          | різні персонажі                                           | Сезони 1-4 та спеціальний випуск коміксів; 24 епізоди. також сценаристка |
| 2002            |                      | Rescue Me                               | Кеті Неш                                                  | епізоди 1–6                                                              |
| 2003            |                      | Ready When You Are, Mr. McGill          | Келлі                                                     | Телевізійний фільм                                                       |
| 2005            |                      | French and Saunders                     | черниця                                                   | Різдвяний спецвипуск з зірками                                           |
| 2006            |                      | Hyperdrive                              | Клер Вінчестер                                            | Сезон 1; епізод 5: «Clare»                                               |
| 2006            |                      | Green Wing                              | Голлі Гоукс                                               | Сезон 2; епізодів 4–7                                                    |
| 2006            |                      | The Amazing Mrs Pritchard               | Меґ Бейлісс                                               | епізодів 2–6                                                             |
| 2006            |                      | Seven Second Delay                      | Мередіт                                                   | Телевізійний фільм                                                       |
| 2006–2009       |                      | Jam &amp; Jerusalem                     | Наташа «Таш» Вайн                                         | Сезон 1–3; 18 епізодів                                                   |
| 2008            |                      | Harley Street                           | Іззі                                                      | епізод 3                                                                 |
| 2008            |                      | Little Rikke                            | мама (голос)                                              | Телевізійний фільм                                                       |
| 2009            | Скінс                | Skins                                   | Анжела Мун                                                | Сезон 3; епізод 4: «Pandora»                                             |
| 2009            |                      | Svengali                                | Мішель                                                    | Телевізійний фільм                                                       |
| 2009–2015       | Міранда              | Miranda                                 | Тіллі                                                     | головна героїня. Сезон 1–3, і 3 спецвипуски; 15 епізоди                  |
| 2010            |                      | Abroad                                  | Джеміма Ґрін                                              | Телевізійний фільм                                                       |
| 2010            |                      | Accidental Farmer                       | Кет                                                       | Телевізійний фільм                                                       |
| 2011            |                      | New Tricks                              | Саманта Ґерсон                                            | Сезон 8; епізод 5: «Moving Target»                                       |
| 2011            |                      | Justin's House                          | Ванда Раунд                                               |                                                                          |
| 2011            |                      | Moving On                               | Крістіна                                                  | Сезон 3; епізод 4: «Donor»                                               |
| 2012            |                      | Parents                                 | Дженні Поуп                                               | головна героїня. епізоди 1–6                                             |
| 2012            |                      | Them from That Thing                    | різні персонажі                                           | міні-серіал; епізоди 1 & 2                                               |
| 2012–2020       |                      | The Undateables                         | сама себе — оповідачка                                    | Сезони 1–11; 45 епізоди                                                  |
| 2013            |                      | Chickens                                | міс Трімбл                                                | епізод 5: «Leper»                                                        |
| 2013            |                      | Something Special                       | сама себе — спеціальний гість                             | Сезон 5; 1 епізод                                                        |
| 2013–2019       |                      | Veep                                    | Мінна Хеккінен                                            | Сезони 2, 3 & 5–7; 5 епізоди                                             |
| 2014            |                      | The Supervet                            | сама себе — оповідачка                                    | Сезон 1; епізоди 1–4                                                     |
| 2015            |                      | We're Doomed! The Dad's Army Story      | Енн Крофт                                                 | Телевізійний фільм                                                       |
| 2015            | Смерть у раю         | Death in Paradise                       | Шеріл Мур                                                 | Сезон 4; епізод 5: «Swimming in Murder»                                  |
| 2015            |                      | House of Fools                          | Мері                                                      | Сезон 2; епізод 6: «The Whip Affair»                                     |
| 2015            |                      | Distinguished Ladies                    | Бланка                                                    | Телевізійний фільм                                                       |
| 2016            | Галавант             | Galavant                                | Іванна                                                    | Сезон 2; епізод 4: «Bewitched, Bothered, and Belittled»                  |
| 2016            |                      | Siblings                                | тітка Леслі                                               | Сезон 2; епізод 2: «Golden Aunt»                                         |
| 2016            |                      | Mid Morning Matters with Alan Partridge | Чарлі Моран (голос)                                       | Сезон 2; епізод 5: «Massage + Royal Visit»                               |
| 2016            | Убивства в Мідсомері | Midsomer Murders                        | Люсі Кесвік                                               | Сезон19; епізод 1: «The Village That Rose from the Dead»                 |
| 2016            |                      | Drunk History                           | Мері                                                      | Сезон 3; епізод: «Christmas Special»                                     |
| 2016            |                      | A World Without Down's Syndrome?        | сама себе — оповідачка                                    | Документальний фільм BBC                                                 |
| 2016–2018       |                      | Zapped                                  | Слешер Морґан                                             | Сезони 1–3; 6 епізоди                                                    |
| 2017            |                      | Henry IX                                | королева Катерина                                         | епізоди 1–3: «Reigned In», «Exit Strategy» and «Clearing the Air»        |
| 2017            |                      | Hospital People                         | Гелена Стіл, депутат парламенту, міністр охорони здоров'я | епізод 5: «The New Ward»                                                 |
| 2017            |                      | Comedy Playhouse                        | покоївка Маріон                                           | Сезон 18; епізод 1: «Tim Vine Travels Through Time»                      |
| 2017            |                      | Comic Relief                            | сама себе — співведуча                                    | Телемарафон 2017                                                         |
| 2017            |                      | Taskmaster                              | сама себе — конкурсантка                                  | Сезон 5; епізоди 1–8                                                     |
| 2017            |                      | Travel Man                              | сама себе — запрошена туристка                            | Сезон 5; епізод 4: «Stockholm»                                           |
| 2017            |                      | All Star Musicals                       | сама себе — виконавиця                                    | Телевізійний спецвипуск                                                  |
| 2017            |                      | Tim Vine Travels Through Time           | Катерина Арагонська                                       | Телевізійний фільм                                                       |
| 2017, 2018      |                      | The One Show                            | сама себе — запрошена ведуча                              | 3 епізоди                                                                |
| 2017–2024       | QI                   | QI                                      | сама себе — учасниця дискусії                             | Сезони 15–22; 9 епізодів                                                 |
| 2018            |                      | Trollied                                | Лу Четтл                                                  | Сезон 7; 6 епізодів                                                      |
| 2018            |                      | The Keith &amp; Paddy Picture Show      | доктор Еллі Саттлер                                       | Сезон 2; епізод 5: «Jurassic Park»                                       |
| 2018            |                      | Vanity Fair                             | Леді Стайн                                                | міні-серіал; епізоди 6 & 7                                               |
| 2018            |                      | Lip Sync Battle UK                      | сама себе — конкурсантка                                  | Сезон 2; Episode 5: «Robert Webb vs. Sally Phillips»                     |
| 2018–2019       |                      | Tourist Trap                            | Елейн Ґіббонс                                             | головна героїня. Сезони 1 & 2; 12 епізодів                               |
| 2019            |                      | Archibald's Next Big Thing              | Флюрбін (голос)                                           | Сезон 1; епізод 6: «Mountain Mayhem/The Gator Spinner Max»               |
| 2019            |                      | Year of the Rabbit                      | принцеса Болгарії Юліана                                  | міні-серіал; епізоди 3–6                                                 |
| 2020            |                      | Friday Night Dinner                     | Ґіббі                                                     | Сезон 6; епізод 3: «The Au Pair»                                         |
| 2020            |                      | Sunday Morning Live                     | сама себе — ведуча                                        | Сезон 11; 5 епізодів                                                     |
| 2021            |                      | Meet the Richardsons                    | сама себе                                                 | Сезон 2; 4 епізоди                                                       |
| 2022            |                      | Ant &amp; Dec's Saturday Night Takeaway | Флоренс Найтінгейл                                        | Сезон 18; епізод 6 «Polter Guys»                                         |
| 2022            |                      | Breeders                                | Ґаббі                                                     | Сезон 3; епізоди 1, 2 & 9                                                |
| 2022            |                      | Murder, They Hope                       | Алекс                                                     | Сезон 2; епізод 2: «A Midsummer Night's Scream»                          |
| 2022            | Пенніворт            | Pennyworth                              | наглядачка                                                | Сезон 3; епізод 7: «Don't Push It»                                       |
| 2022            |                      | My Life at Christmas                    | сама себе — ведуча                                        | Сезон 1; 3 епізоди                                                       |
| 2023            |                      | Jerk                                    | Моніка-бюрократка                                         | Сезон 3; епізод 6                                                        |
| 2023            |                      | Hapless                                 | постачальниця послуг харчування                           | Сезон 2; епізод 2: «The Wedding Planner»                                 |
| 2024            |                      | The Traitors: The Movie                 | Діана Карсон                                              | Телевізійний фільм                                                       |
| 2024            |                      | Big Mood                                | доктор Берроуз                                            | Епізод 3: «Deeper»                                                       |
| 2024            |                      | Queenie                                 | Джина Гаргадон                                            | 5 епізодів                                                               |
| 2024            |                      | Austin                                  | Інгрід Гартсвуд                                           | головна роль. Сезон 1; епізоди 1-8                                       |
| 2024            |                      | We Might Regret This                    | Джейн                                                     | Сезон 1; епізоди 1-4 та 6                                                |
| 2024            |                      | Pointless                               | сама себе — запрошена асистентка                          | 30 серій; 35-45 епізодів                                                 |

## Аудіокниги
| рік  | Назва           | автор        | Примітки                           |        |
| ---- | --------------- | ------------ | ---------------------------------- | ------ |
| 2022 | Комплекс Сацума | Боб Мортімер | Спільне читання з Бобом Мортімером | [ 26 ] |